# Хирівська міська територіальна громада
Хирівська міська громада — територіальна громада в Україні, у Самбірському районі Львівської області. Адміністративний центр — місто Хирів.
Площа громади — 218 км², населення — 15 231 особа (2021).

## Населені пункти
У складі громади 1 місто (Хирів) і 24 села:
- Березів
- Буньковичі
- Велика Сушиця
- Глибока
- Городовичі
- Гуманець
- Заріччя
- Засадки
- Іванів
- Катина
- Лібухова
- Лопушниця
- Муроване
- Павлівка
- Поляна
- Райнова
- Скелівка
- Сливниця
- Слохині
- Старява
- Тарнавка
- Терло
- Чаплі
- Шумина